# Forças de Defesa do Sudão do Sul

Bandeira do grupo.

Forças de Defesa do Sudão do Sul (FDSS) foram uma milícia no Sul do Sudão durante a Segunda Guerra Civil Sudanesa (1983-2005) em aliança com o governo do Sudão.
As Forças de Defesa do Sudão do Sul forneciam segurança para guarnições das forças armadas do Sudão e para campos petrolíferos no norte do Sul do Sudão, e em troca, recebia armas e munições, embora os líderes políticos das FDSS permanecessem profundamente desconfiados com o governo baseado em Cartum. O Amplo Acordo de Paz de 9 de janeiro de 2005 encerrou as hostilidades entre o Exército Popular de Libertação do Sudão (EPLS) e o governo. Um ano mais tarde, a Declaração de Juba de 8 de janeiro de 2006 previa a integração dos soldados das FDSS no Exército Popular de Libertação do Sudão. O Chefe do Estado Maior das FDSS, General Paulino Matip Nhial, assinou a Declaração de Juba e foi nomeado Comandante-Adjunto do Exército Popular de Libertação do Sudão.